# Fondazione Bano
Fondazione Bano è un ente no-profit impegnato nel valorizzare e promuovere la cultura e l'arte dell'Ottocento e Novecento italiano. Ha sede a Padova in via San Francesco, 27, presso Palazzo Zabarella. Organizza ogni anno esposizioni d’arte di livello internazionale, che sono il risultato di accurati ed approfonditi studi e ricerche da parte dei massimi studiosi contemporanei. Si dedica alla valorizzazione e al restauro di Beni Artistici e Architettonici e degli Archivi della moda italiana; conserva e cura l'archivio della stilista Jole Veneziani.

## Storia e attività
La fondazione è nata nella seconda metà degli anni novanta per opera volontà di Federico Bano, suo presidente, allo scopo di creare un centro culturale nel palazzo che era stato sottoposto a un lungo e complesso restauro, che ha consentito di recuperare uno dei siti archeologici e artistici più importanti del Veneto nella città di Padova. Il ritrovamento di affreschi di Francesco Hayez durante il restauro ha orientato la fondazione a una ricerca nell'ambito della cultura artistica dell'Ottocento e del Novecento italiano, a partire proprio dal recupero degli affreschi di Hayez, artista al quale la fondazione ha dedicato una mostra nel 1997.
La fondazione finanzia e sovrintende importanti progetti di ricerca e approfondimenti su opere di artisti dell'Ottocento e del Novecento italiano: i risultati di questi studi sfociano nelle mostre d'arte che vedono la partecipazione e l'adesione di importanti musei, non solo italiani, e di prestigiose collezioni. Tra le attività sono da citare il “Progetto Neoclassico”, finalizzato ad approfondire la conoscenza di questo momento della storia dell'arte italiana ed europea; la collaborazione con il dipartimento di Storia delle Arti, della Musica e dello Spettacolo dell'Università degli Studi di Milano e "Adottiamo un Gigante", partecipazione al recupero degli affreschi della Sala dei Giganti presso il Liviano di Padova, in collaborazione con ARPAI e l'Università degli Studi di Padova.
L'attività di valorizzazione e restauro di Beni artistici e architettonici della fondazione si concretizza sia nel restauro compiuto e nel mantenimento del complesso monumentale di Palazzo Zabarella, sia in occasione delle mostre organizzate, quando contribuisce al restauro delle opere d'arte.
Dal 2007 è impegnata all'attualizzazione degli archivi della Moda Italiana, occupandosi direttamente della conservazione e dello studio dei materiali presenti nell'Archivio Veneziani, con lo scopo di essere documentazione e testimonianza non solo della memoria storica di Jole Veneziani, ma anche della Moda Italiana e del Made in Italy più in generale.
Va ricordata anche un'attiva e duratura collaborazione con alcune università (Università degli Studi di Padova, Università Ca' Foscari di Venezia, IUAV di Venezia tra le altre), nell'ambito della quale Fondazione Bano ospita tirocinanti e collabora, fornendo materiale di studio nella stesura di tesi di laurea , offrendo anche la possibilità a molti giovani di iniziare la propria esperienza nel mondo del lavoro.

## Mostre organizzate
- " Van Gogh, Monet, Degas", 26 ottobre 2019 - 1 marzo 2020, Palazzo Zabarella, Padova
- " Gauguin e gli impressionisti", 29 settembre - 27 gennaio 2018, Palazzo Zabarella, Padova
- Joan Mirò - Materialità e Metamorfosi, 10 marzo - 22 luglio 2018, Palazzo Zabarella, Padova
- Corcos, 6 settembre – 14 dicembre 2014, Palazzo Zabarella, Padova (in preparazione)
- Jole Veneziani. Alta moda e società a Milano, 10 ottobre – 24 novembre 2013, Villa Necchi Campiglio, Milano
- De Nittis, 19 gennaio – 26 maggio 2013, Palazzo Zabarella, Padova
- Il Simbolismo in Italia, 1º ottobre 2011 – 12 febbraio 2012, Palazzo Zabarella, Padova
- da Canova a Modigliani, il volto dell'Ottocento, 2 ottobre 2010 – 27 febbraio 2011, Palazzo Zabarella, Padova
- Telemaco Signorini e la pittura in Europa, 19 settembre 2009 – 31 gennaio 2010, Palazzo Zabarella, Padova
- De Chirico, 20 gennaio – 27 maggio 2007, Palazzo Zabarella, Padova
- Boldini, 15 gennaio – 29 maggio 2005, Palazzo Zabarella, Padova
- I Macchiaioli prima dell'Impressionismo, 27 settembre 2003 – 8 febbraio 2004, Palazzo Zabarella, Padova
- Picasso 1961-1972, 14 settembre – 12 gennaio 2003, Palazzo Zabarella, Padova
- Il Liberty in Italia, 17 novembre 2001 – 3 marzo 2002, Palazzo Zabarella, Padova
- Mengs. La scoperta del Neoclassico, 3 marzo – 11 giugno 2001, Palazzo Zabarella, Padova
- Guercino e la pittura emiliana del ‘600, 7 ottobre 2000 – 28 gennaio 2001, Palazzo Zabarella, Padova
- Gian Lorenzo Bernini 1598-1680, 2 ottobre – 12 dicembre, 1999, Palazzo Zabarella, Padova
- Caravaggio e i suoi. Percorsi caravaggeschi da Palazzo Barberini, 15 maggio – 1º agosto 1999, Palazzo Zabarella, Padova
- Hayez, dal mito al bacio, 20 settembre 1998 – 10 gennaio 1999, Palazzo Zabarella, Padova
- Giacomo Balla (1895-1911). Verso il Futurismo, 15 marzo – 28 giugno 1998, Palazzo Zabarella, Padova
- Maurice Utrillo, 22 marzo – 22 giugno 1997, Palazzo Zabarella, Padova